# Lockheed Martin X-35
Le X-35 est un avion expérimental mis au point par Lockheed Martin dans le cadre du programme JSF : Joint Strike Fighter. Il a été déclaré vainqueur contre le Boeing X-32. Il a été mis en production sous la dénomination F-35 Lightning II.

## Le programme JSF: Joint Strike Fighter
Il s'agissait de développer un avion :
- conventionnel pour remplacer en 2011 le F-16 Fighting Falcon de l'US Air Force
- STOVL (Short Take-Off Vertical Landing ou décollage court et atterrissage vertical) pour remplacer en 2012 le AV-8 Harrier II de l'US Marine Corps et de la Royal Air Force
- embarqué pour remplacer en 2012 le F-18 Hornet de l'US Navy

Il en a découlé les 3 modèles X-35A, X-35B, X-35C.
- L'Aeronautica militare pourrait se joindre au programme (armée de l'air italienne d'ici 2012-2013)

## Développement
Le moteur du X35 est dérivé du réacteur Pratt & Whitney F119-PW-100.

### X-35A

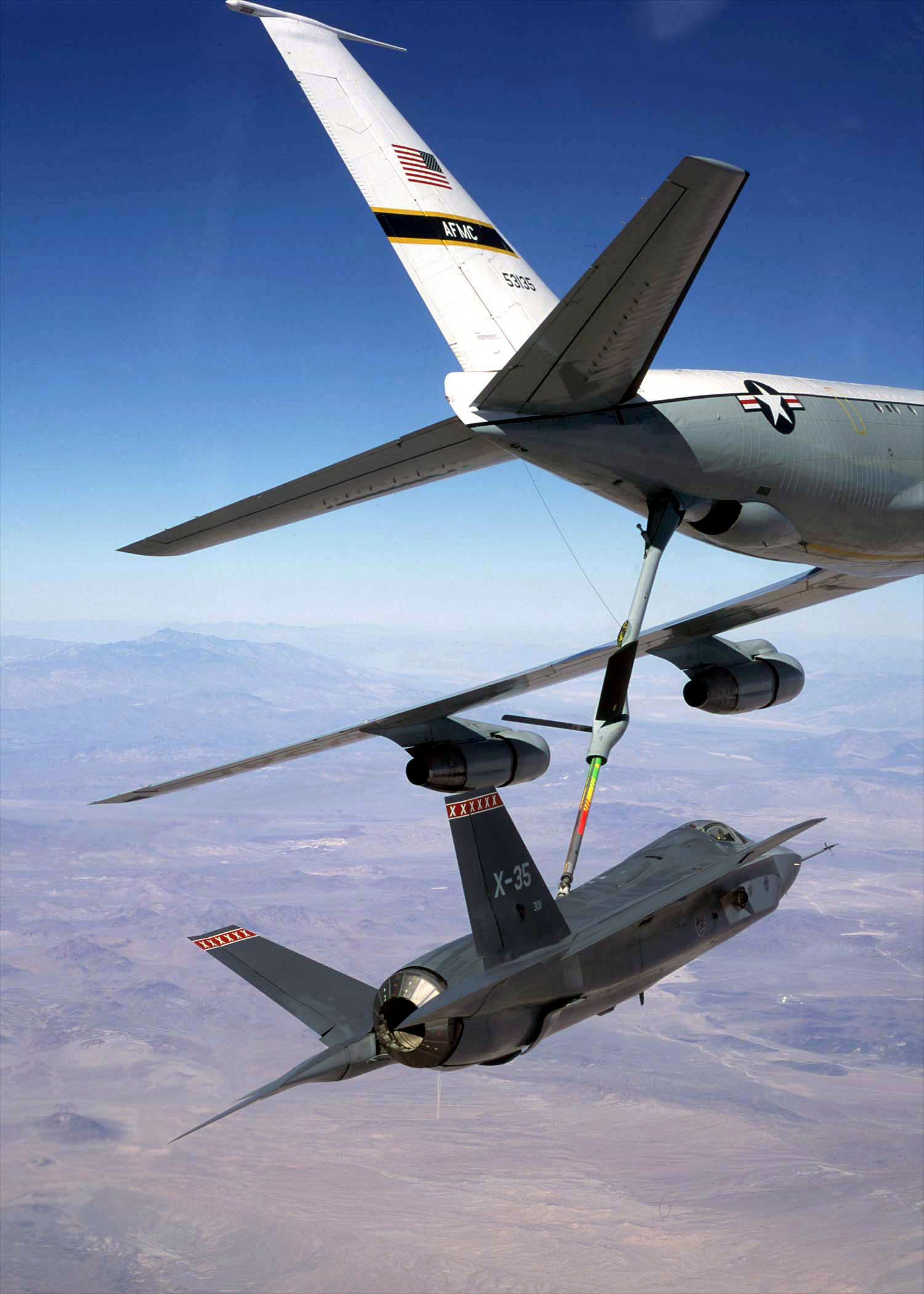
Ravitaillement en vol d'un X-35A auprès d'un KC-135 Stratotanker.

Ce fut la version la plus ancienne et la plus légère, destinée à remplacer le F-16 et le A-10 Thunderbolt II. Ce fut la seule version équipée d'un canon interne GAU-12 Equalizer. Cette arme était une évolution du canon de 20 mm M61 Vulcan qui a équipé tous les chasseurs de l'US Air Force depuis le F-104 Starfighter.
Le prototype du X-35A a ensuite été transformé en X-35B pour la suite du programme JSF.

### X-35B

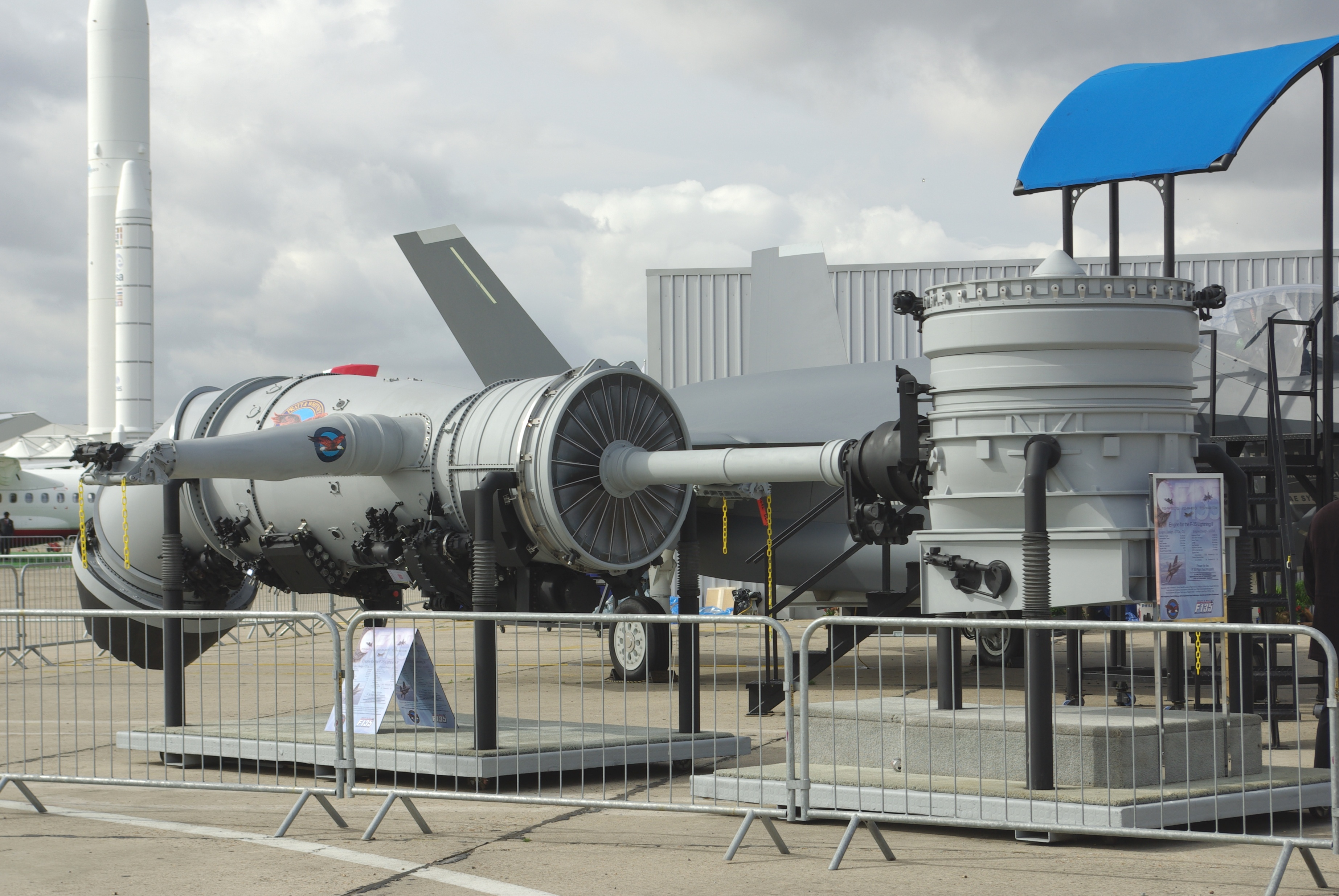
Le moteur avec sa tuyère vers le bas.

Le décollage court et l'atterrissage vertical sont les fonctionnalités essentielles de cette version.
La solution de moteurs ou de buses d'éjection orientables comme sur le AV-8 Harrier II a été écartée. À la place, le X-35B possède une soufflante intégrée verticalement dans le fuselage à l'arrière du cockpit utilisée uniquement pour le décollage ou l'atterrissage.
Elle a été conçue par Lockheed Martin et développée par Rolls-Royce dans le cadre du partenariat de premier rang du Royaume-Uni.
Ainsi qu'une tuyère principale orientable vers le bas, la soufflante est reliée à la turbine basse pression du réacteur principal. La capacité interne en carburant est réduite à 6,35 tonnes. Les performances générales sont aussi un peu réduites, mais c'est le prix à payer pour un avion STOVL.
Le moteur a aussi l'avantage de produire de l'air moins chaud et moins rapide. Il est donc moins nocif pour les superstructures de piste d'aéroport ou de porte-avions environnantes.
La démonstration la plus convaincante fut fournie lors des derniers essais dans le cadre du programme JSF. Le X-35B décolla en moins de 150 m, réalisa un vol supersonique et se posa verticalement. Cette configuration complexe a parfaitement fonctionné lors des essais. Elle a été un des facteurs décisifs de la victoire du X-35 dans le programme JSF.
Le prototype du X-35B (et anciennement X-35A) se trouve maintenant au musée Udvar Hazy Museum près de l'aéroport de Dulles en Virginie.

### X-35C

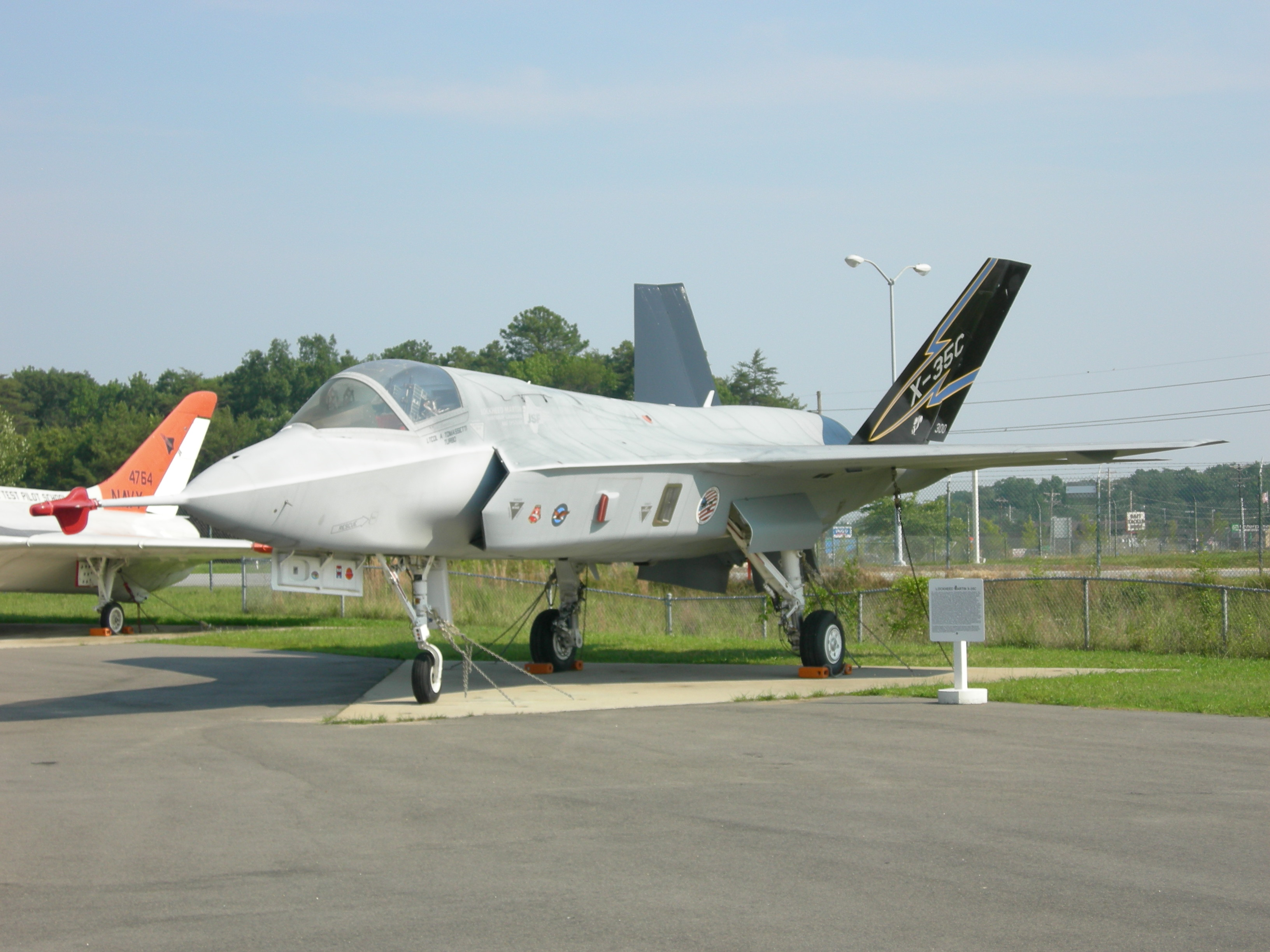
Le X-35C désormais au musée de l'US Navy

C'est la version marine. Il présente :
- une voilure plus grande et plus évoluée pour améliorer le vol à basse vitesse ainsi que les charges emportées.
- un train d'atterrissage renforcé pour les appontages sur porte-avions.

Après la compétition, le X-35C a été transféré au Patuxent River Naval Air Station Museum, où se trouve aussi le prototype du X-32B VSTOL. 

## Media
- vol du X-35
- Tir au canon
- Atterrissage à la verticale

### Développement liés
- Lockheed Martin F-35 Lightning II